# Иван Вукчевић
Иван Вукчевић (Подгорица, 4. децембар 2001) црногорски је фудбалер који тренутно наступа који тренутно наступа за новосадску Младост, на позајмици из Војводине.